# غوين تومسون
غوين تومسون هي موسيقية كندية، ولدت في 30 مارس 1947.

## وصلات خارجية
- غوين تومسون على موقع ميوزك برينز (الإنجليزية)